# Tarek El-Said
Tarek El-Said, né à Tanta le 5 avril 1978, est un joueur de football international égyptien, qui évoluait au poste de milieu gauche.

## Biographie

### En club
Il joue successivement pour le Zamalek SC, le RSC Anderlecht et le Al Ahly SC. Il est retraité depuis 2008.